# Проспект Чернышевского
Проспе́кт Черныше́вского — проспект в Центральном районе Санкт-Петербурга. Проходит от Воскресенской набережной до Кирочной улицы.

## История
Своё первоначальное название проспект получил по церкви Воскресения за Литейным двором, на месте которой в 1817—1818 годах возведена Скорбященская церковь (дом 3), а в 1923 году он был переименован в проспект Чернышевского в память о писателе Н. Г. Чернышевском.
Воскресенский проспект был проложен во второй половине XVIII века. В 1786 году в створе проспекта был сооружён плашкоутный наплавной мост, также названный Воскресенским. Он соединял проспект с современной улицей Михайлова на Выборгской стороне, которая в то время была частью Воскресенского проспекта. В 1803 году мост перевели к Летнему саду и назвали Петербургским. На старом месте навели новый наплавной мост, просуществовавший до окончания строительства Литейного моста в 1879 году, а участок проспекта на Выборгской стороне получил самостоятельное название — Тихвинская улица.

## Здания и сооружения
Основная застройка проспекта Чернышевского относится к XIX — началу XX века.

### По чётной стороне

#### Дом (№ 2)
Построен в 1896 году архитектором Б. И. Сегеном.

#### Дом Н. М. Мельговской (№ 6, 8)

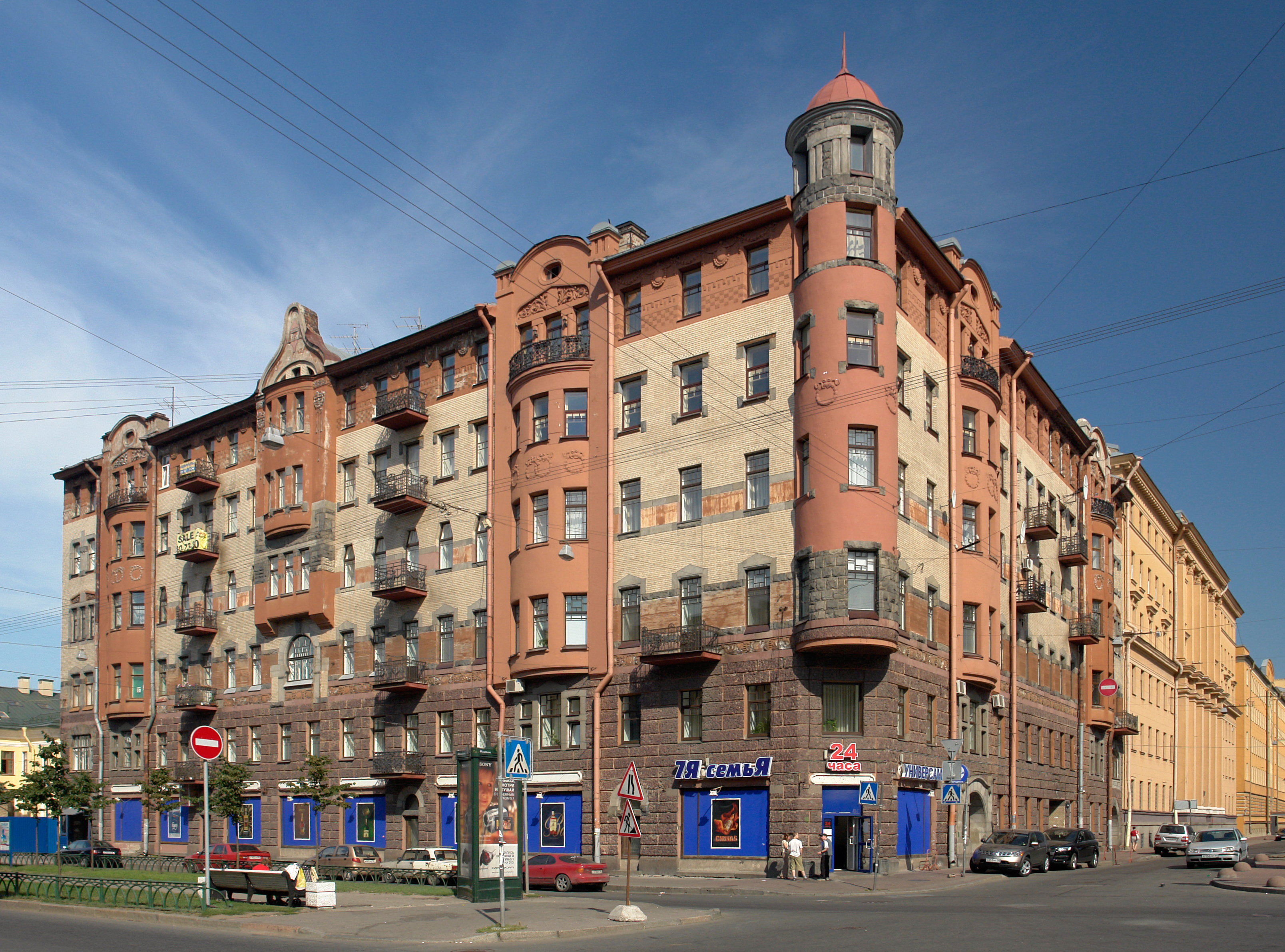
Дом Н. М. Мельговской, 1910—1911, арх. С. А. Баранкеев
Захарьевская, 16 — Чернышевского, 6—8

На углу проспекта Чернышевского (6-8) и Захарьевской (16) находится бывший доходный дом Н. М. Мельговской, построенный в 1910—1911 годах по проекту гражданского инженера С. А. Баранкеева.

#### Дом (№ 12)
Сооружён в 1907 году архитектором Н. К. Чижовым.

#### Хлебозавод (№ 16)

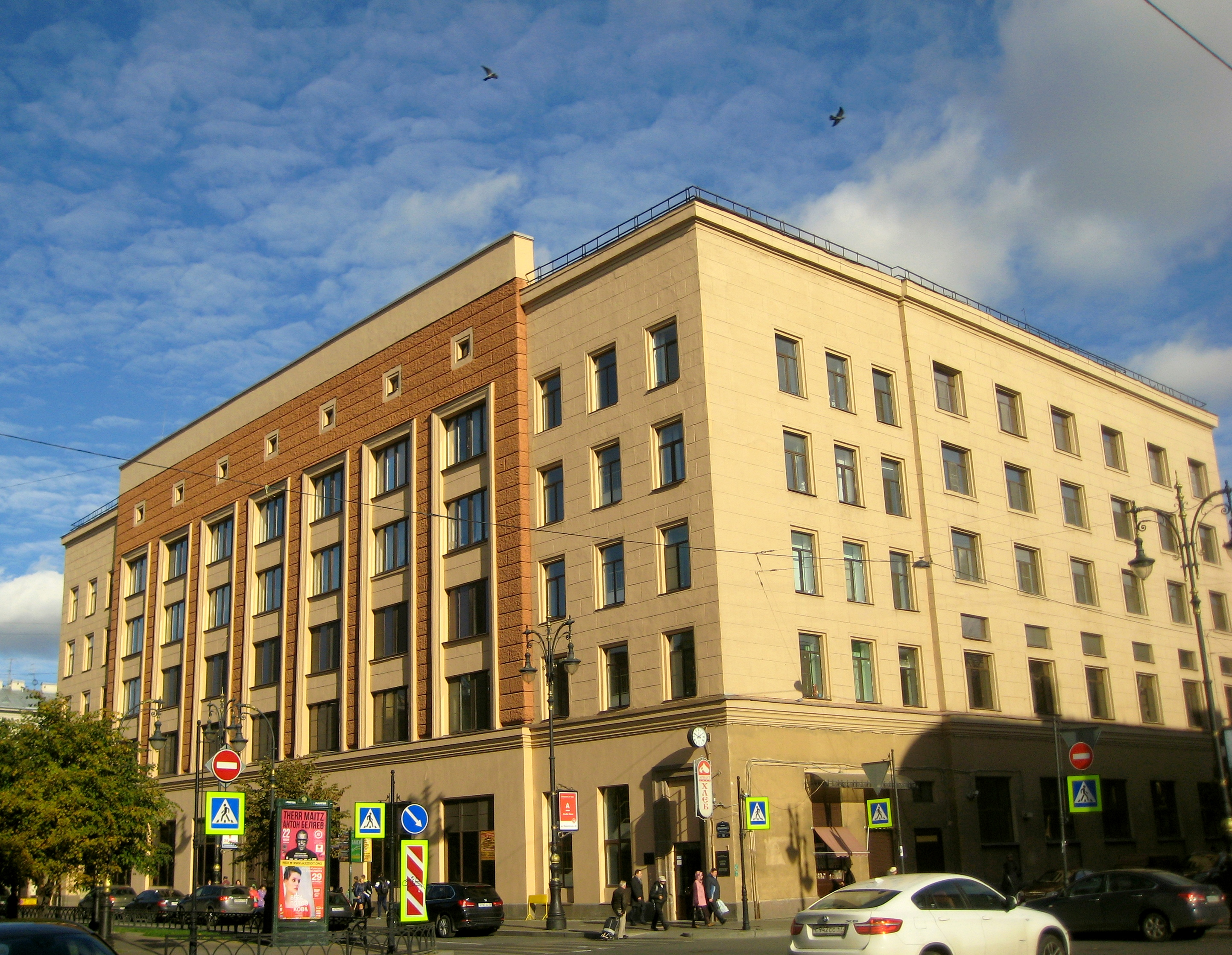
Хлебозавод 14, 1935—1937, арх. П. М. Сергеев, с 1992 года "Хлебный завод «Арнаут», Чернышевского, 16,

В доме № 16 располагается хлебозавод «Арнаут», основанный в 1937 году. Крупное промышленное здание, в котором помимо производства располагались административные помещения Треста хлебопечения, тактично встроено в сложившуюся историческую среду. Завод возведён по проекту архитектора П. М. Сергеева. С 21 мая 1937 года хлебозавод № 14 Дзержинского района был включен в число действующих предприятий. В 1992 хлебозавод № 14 Дзержинского района был переименован в АО "Хлебный завод «Арнаут».

#### Станция метро «Чернышевская» (№ 20)
На проспекте Чернышевского в 1958 году по проекту архитекторов А. С. Гецкина и В. П. Шуваловой построен наземный павильон станции метро «Чернышевская».
Павильон был построен на месте снесенной церкви Космы и Дамиана.

### По нечётной стороне

#### Дом (№ 1)
Дом сооружён в 1887—1889 годах архитектором Н. В. Дмитриевым

#### Скорбященская церковь (№ 3)

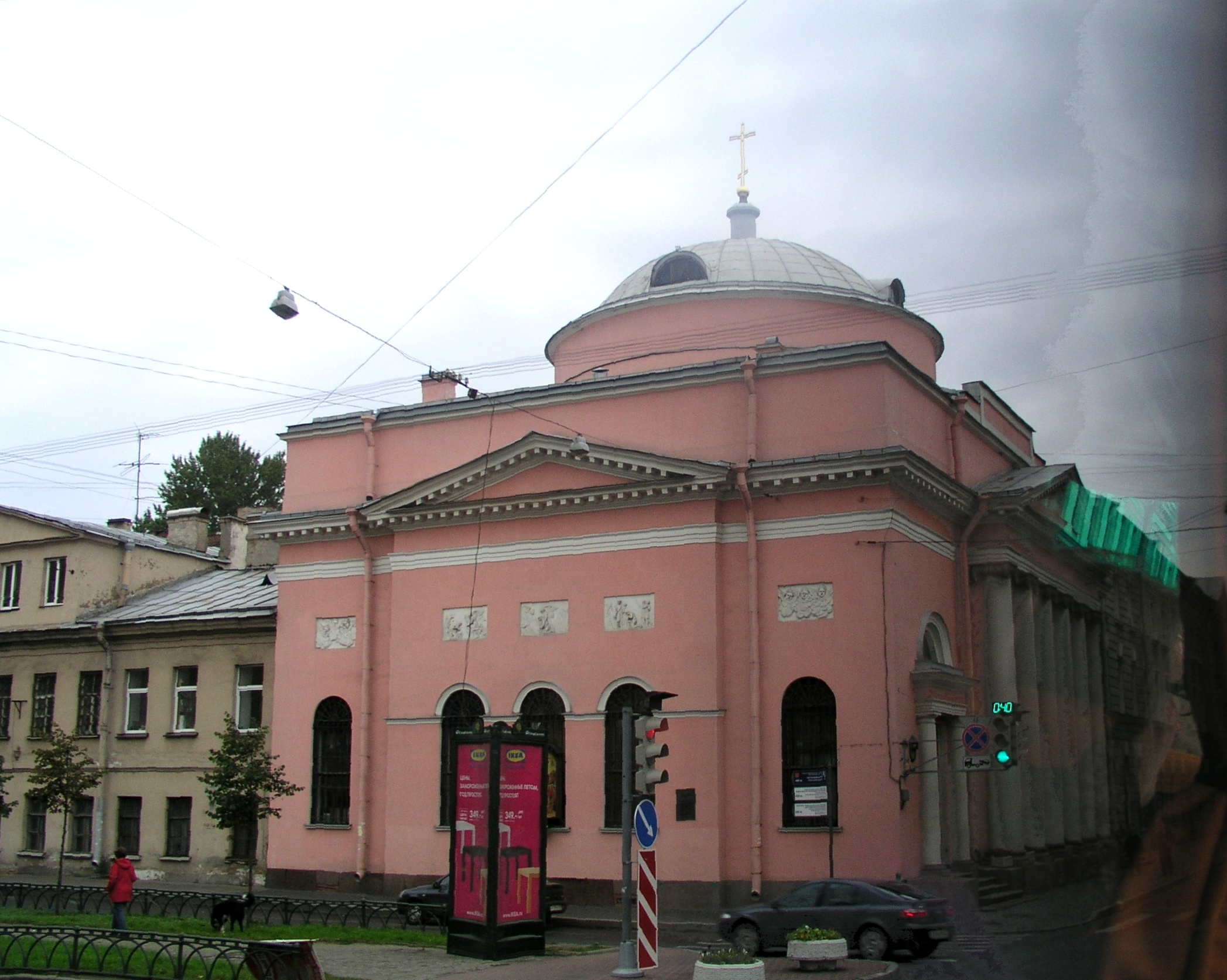
Скорбященская церковь

Скорбященская церковь построена в 1817—1818 годах по проекту архитектора Л. Руска.

#### Дом (№ 7)
Дом № 7 построен в 1877—1879 годах архитектором Р. А. Гёдике.

#### Доходный дом (№ 11)
Проспект Чернышевского, 11/Чайковского, 57 — доходный дом. В 1848 году был расширен по проекту В. Е. Моргана.

#### Дом (№ 13)
В доме № 13 жил и умер публицист Н. В. Шелгунов. На доме расположена мемориальная доска.

#### Особняк графа Шуленбурга (№ 15)
Дом № 15 построен в 1869 году архитектором Г. Б. Цинке на месте существовавшего ранее на этом месте двухэтажного дома. Первым владельцем этого здания был саксонский граф К. Л. Шуленбург, в 1882 году передавший его женской гимназии М. Н. Стоюниной. В конце 1990-х годов гимназия переехала в здание на Владимирском проспекте. После октябрьской революции здание было передано 4-му отделению милиции. Перед Великой Отечественной войной в нём расположилась акушерская клиника Государственного института усовершенствования врачей.

#### Доходный дом (№ 17)
Дом № 17 построен в середине XIX века архитектором Н. П. Гребёнка. Считался одним из крупнейших доходных домов Петербурга. В квартире № 46 с сентября 1917 по январь 1918 жил Я. М. Свердлов.

## Транспорт

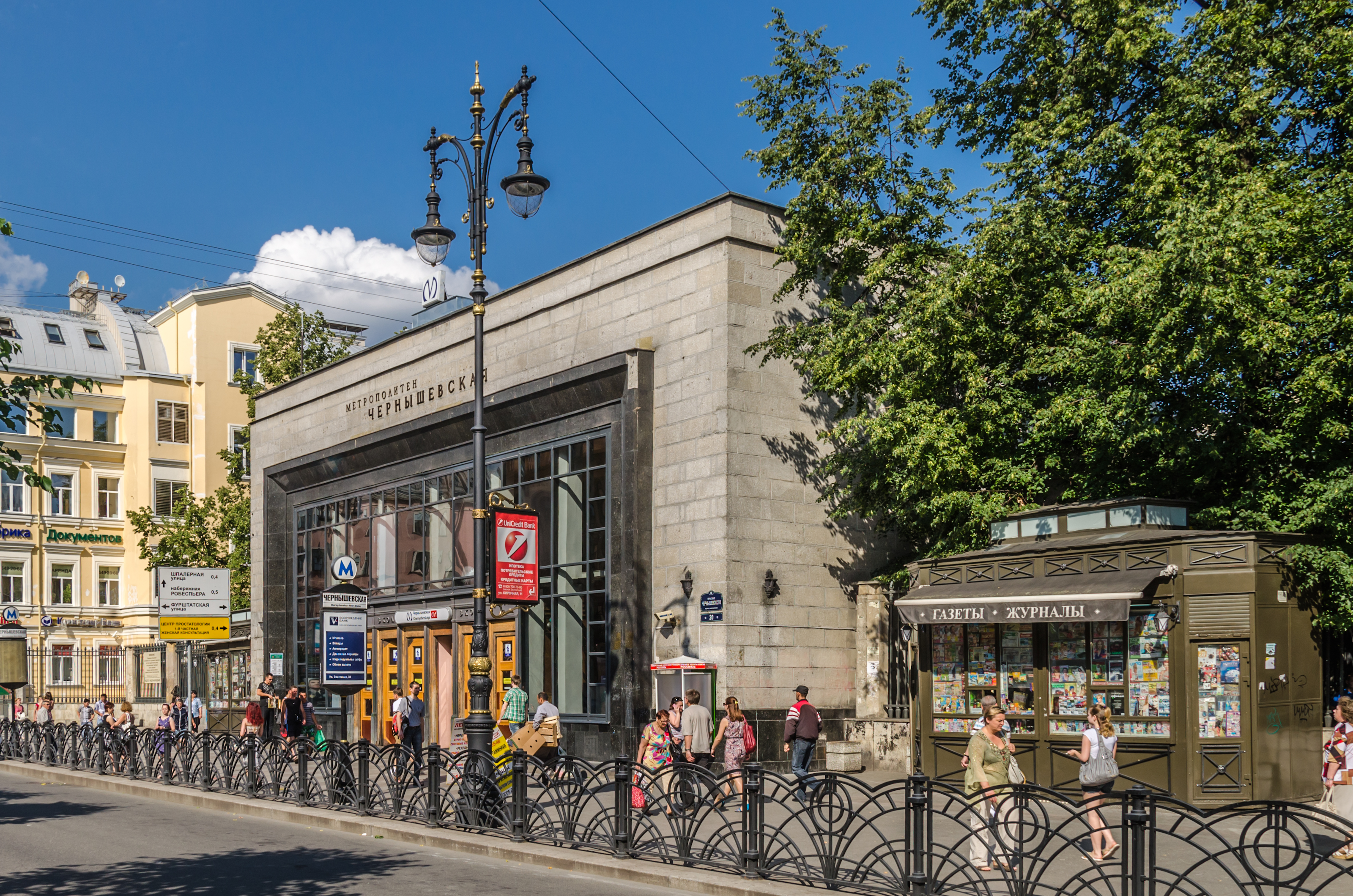
Павильон станции метро «Чернышевская»

На проспекте Чернышевского находится станция Кировско-Выборгской линии Петербургского метрополитена  «Чернышевская». Вестибюль станции расположен по адресу: пр. Чернышевского, дом № 20.
Первым общественным транспортом на Воскресенском проспекте стала открытая в 1875 году линия конки. Впоследствии конка была заменена трамвайным маршрутом № 18, существовавшем до 1917 года. В 1930-е годы по проспекту проходило уже несколько трамвайных маршрутов. Перед началом войны по проспекту осуществляли движение трамвайные маршруты 16, 33.
После Великой Отечественной войны на проспекте Чернышевского был оборудован бульвар, трамвайная линия была закрыта. На проспекте появились автобусные маршруты. После открытия в 1958 году станции метро «Чернышевская» автобусное движение стало ещё более интенсивным. В начале 1990-х годов автобусное движение на проспекте Чернышевского прекратилось в связи с сокращением автобусного парка.

## См. также

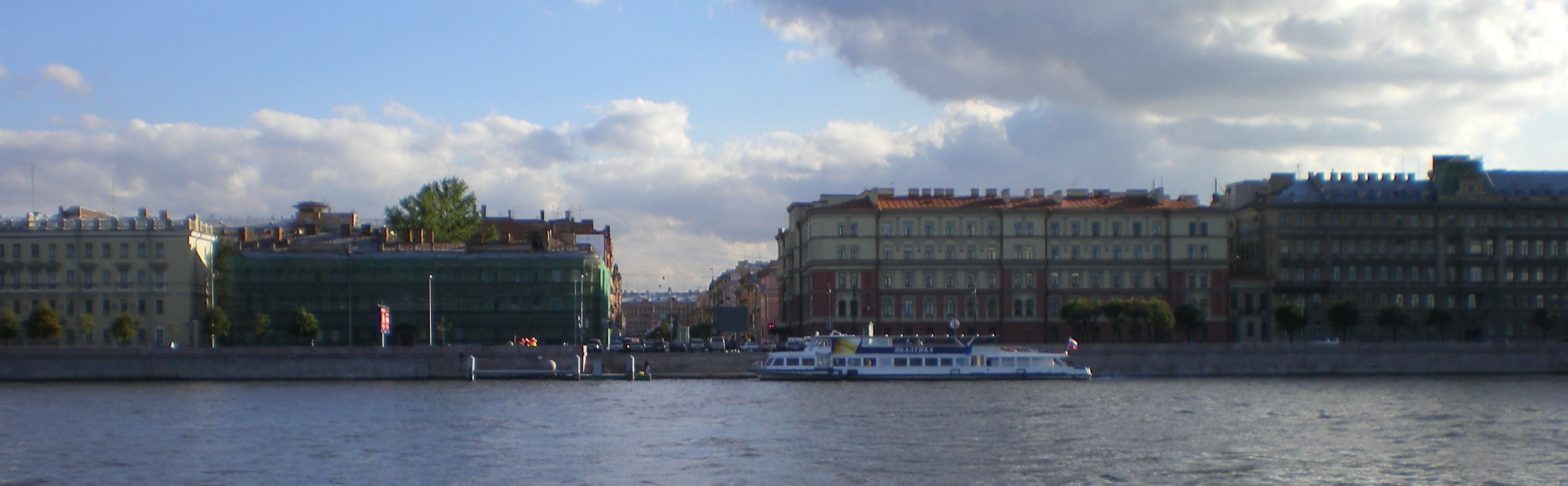
Вид с Невы